# Bullina callizona
Bullina callizona is een slakkensoort uit de familie van de Aplustridae. De wetenschappelijke naam van de soort is voor het eerst geldig gepubliceerd in 1961 door Sakurai & Habe in Habe.